# النوع المتقاطع
النوع الأدبي المتقاطع أو (النوع الأدبي المختلط) هو نوع من أنواع الخيال وهو خليط من الأفكار والعناصر من نوعين أدبيين مختلفين أو أكثر. وذلك على العكس من النزعة المحافظة (الأدبيه والسياسيه) على أكثر أنواع الخيال . تعرض كتابة النوع المتقاطع فرصا لانفتاح المحاورات وتحفيز المناقشات.
هذه الأنواع المختلطه ليست جديده لكنها عنصر متواجد منذ زمن في المنهج الخيالي: وربما يكون أكثر الأمثلة شهرة كتاب ويليام بليك " زواج النعيم والجحيم "، وهو مزيج من الشعر، والنثر والنقوش. وثلاثية ديمتريس لياكوس عقوبة دامني (" مع أُناس من الجسر "، " الموتة الأولى "، " خروج z213) التي تجمع النثر الخيالي والدراما والشعر فهي رواية متعددة الطبقات تتطور خلال الشخصيات المختلفة في العمل.
المحتويات:

## انقطاعات عامة
لقد ألقى فريدريك جيمسون الضوء على عناصر التقدم في أدب العالم الثالث الذي يتحدى توقعات الأنواع الأدبية مثل «كسالا» وفي الخيال العلمي«الجانب الآخر للظلام» مع اكتشافها لوظائف الجنسين.
يعتبر دين كونتز نفسه كاتبا متقاطعا وليس كاتب رعب : «انا اكتب كتب متقاطعة الانواع فيها تشويق ممزوج بقصة حب، والدعابة، وأحيانا مع ملعقتين من الخيال العلمي، وأحيانا قرصة من الرعب، وأحيانا مع رشة من الفلفل الحلو …»

## أمثلة
- اكشن كوميدي (اكشن وكوميدي)
- دراما كوميدية (كوميديا ودراما)
- رعب كوميدي (كوميديا ورعب)
- الخيال الهزلي (كوميديا وخيال)
- الخيال العلمي الهزلي (الكوميديا والخيال العلمي)
- جريمة خيال (الجريمة و الخيال)
- ظلام خيال (الظلام والخيال)
- كوميديا رومنسيه (الرومانسية والكوميديا)
- خيال رومانسي (الخيال والرومانسية)
- خيال علمي (الخيال العلمي والخيال)
- خيال علمي غربي (الخيال العلمي والغربي)
- دراما خارقة (الدراما الخارقة )
- الدراما التراجيدية الكوميدية (المأساة والهزل)
- الغرب الغريب (الغربي والرعب، الخيال العلمي و / أو عناصر المضاربة)